# Heliophanus kovacsi
Heliophanus kovacsi là một loài nhện trong họ Salticidae.
Loài này thuộc chi Heliophanus. Heliophanus kovacsi được Wanda Wesołowska miêu tả năm 2003.